# Seznam osebnosti iz Četrtne skupnosti Šiška
Seznam osebnosti iz Četrtne skupnosti Šiška vsebuje osebnosti, ki so se tu rodile, delovale, umrle ali so z njo povezane.

## Glasba
- Franc Šturm, glasbenik in skladatelj (17. junij 1912, Pivka–11. november 1943, Iški vintgar) – po njem je poimenovana Glasbena šola Franca Šturma v Šiški
- Robert Pešut - Magnifico, pevec in kitarist (1. december 1965, Ljubljana – Šiška)
- Aleksander Pešut - Schatzi, pevec in bobnar (?, Ljubljana – Šiška)
- Miha Dovžan, citrar in skladatelj (15. avgust 1943, Tržič) – po njegovem rojstvu se je družina preselila v Šiško, kjer ga je nad igranjem na citre navdušil Janko Lotrič
- Jernej Oberžan, akademski glasbenik (19. januar 1991, Jesenice) – 5. oktobra 2011 je v ansamblu Protho Nucleus nastopil v Kinu Šiška
- Boštjan Cvek, organizator glasbenih dogodkov (5. julij 1964, Bukovo–28. januar 2015, Straža) – 28. januarja 2015 je bil njemu v spomin v Kinu Šiška izveden dobrodelni koncert
- Janez Bole,  dirigent in profesor (7. marec 1919, Brezje–21. februar 2007, Ljubljana) – od 1953 do 1957 je vodil Dekliški zbor ZZGV Šiška
- Tomislav Jovanović - Tokac, glasbenik (16. januar 1969, Karlovec, Hrvaška) – 9. marca 2013 in 31. oktobra 2015 je kot član DNA D nastopil v Kinu Šiška
- Karl Mahkota, zborovodja, narodni delavec in učitelj (4. november 1883, Ljubljana–28. avgust 1951, Ljubljana) – od leta 1900 do 1901 je v Šiški vodil Železničarsko pevsko društvo Krilato kolo
- Fran Stanič, violinist in glasbeni pedagog (12. november 1893, Brežice–28. januar 1979, Ljubljana) – med letoma 1924 in 1926 je vodil zbor narodne čitalnice v Šiški
- Ciril Veronek, violinist in glasbeni pedagog (5. julij 1923, Maribor–2. november 2000, Ljubljana) – med letoma 1954 in 1958 je poučeval na glasbeni šoli v Šiški, kjer je tudi vodil šolski godalni ansambel
- Erminij Ambrozet, pianist in glasbeni pedagog (24. avgust 1933, Trst, Italija–8. maj 1976, avtocesta Ljubljana - Zagreb) – med letoma 1955 in 1958 je poučeval na glasbeni šoli v Šiški
- Danilo Čadež, tenorist in radijski urednik (4. julij 1932, Solkan) – v osnovni šoli v Šiški je nakej časa poučeval glasbo poučeval
- Jožica Lasič, pianistka, klavirska pedagoginja in zborovodja (9. marec 1951, Sovodnje ob Soči, Italija–8. maj 1976, avtocesta Ljubljana - Zagreb) –  v letu 1974 je nastopala na samostojnih klavirskih koncertih na Glasbeni šoli Šiška–Bežigrad

## Slikarstvo in fotografija
- Milan Bizovičar, slikar in ilustrator (13. januar 1927, Ljubljana – Šiška–15. september 2006, Ljubljana)
- Aleksa Ivanc Olivieri, slikarka, grafičarka in restavratorka (11. avgust, 1916, Ljubljana, † 11. junija, 2010, Korzika) – rojena in otroštvo preživela v Spodnji Šiški
- Rihard Jakopič, slikar (12. april 1869, Ljubljana – Krakovo–21. april 1943, Ljubljana) – po njem je poimenovana Osnovna šola Riharda Jakopiča v Šiški
- Hinko Smrekar, slikar in risar (13. julij 1883, Ljubljana–1. oktober 1942, Ljubljana) – po njem je poimenovana Osnovna šola Hinka Smrekarja v Šiški
- Matej Sternen, slikar, grafik in restavrator (20. september 1870, Verd–28. junij 1949, Ljubljana) – po njem je poimenovana Sternenova ulica v Šiški
- Lojze Spacal, slikar in grafik (15. junij 1907, Trst, Italija–6. maj 2000, Trst, Italija) – po njem je poimenovana Ulica Lojzeta Spacala v Šiški
- Miha Maleš, slikar in grafik (1903, Jeranovo–1987, Ljubljana) – po njem je poimenovana Maleševa ulica v Šiški
- Mario L. Vilhar, slikar, kipar in novinar (29. junij 1925, Veliki Otok pri Postojni–? januar 2014, Domžale) – bil je tudi tehnnični urednik glasila občine Ljubljana – Šiška Javna tribuna
- Boris Voglar, fotograf (18. februar 1971, Ptuj) – deloval je kot uradni fotograf Kina Šiška

## Kiparstvo
- Janez Lenassi, akademski kipar (3. julij 1927, Opatija, Hrvaška–27. januar 2008, Piran) – osnovno šolo je med drugim obiskoval tudi v Zgornji Šiški in Spodnji Šiški
- Anton Herman, akademski kipar (17. januar 1943, Galicija pri Žalcu) – na stadijonu v Šiški se kot stalna zbirka nahaja cikel upodobitev nekaterih športnih zmagovalcev
- Anton Sigulin, kipar (13. september 1917, Trst, Italija–9. december 1996, Ljubljana) – leta 1951 je oblikoval spomenik padlim borcem, postavljen v Zgornji Šiški

## Arhitektura
- Miloš Bonča, arhitekt (29. maj 1932, Ljubljana–24. julij 2006, Ljubljana) – načrtoval je Trgovsko hišo v Šiški
- Jože Plečnik, arhitekt (23. januar 1872, Ljubljana–7. januar 1957, Ljubljana) – izdelal je načrt za cerkev sv. Jerneja in cerkev sv. Frančiška Asiškega, ki se nahajata v Šiški
- Branko Simčič arhitekt in urbanist (16. avgust 1912, Trst, Italija–? 2011, ?) – eden izmed njegovih projektov je bila izdelava ureditvenih načrtov za stanovanjsko naselje v Šiški
- Benjamin Svetina, arhitekt (17. september 1907, Trst, Italija–13. maj 1966, Ankaran) – izdelal je načrt za Zdravstvenem domu Ljubljana Šiška
- Božidar Gvardijančič, arhitekt in urbanist (25. september 1909, Slap pri Vipava–15. april 1972, Ljubljana) – zasnoval je zgradbo Kina Šiška
- Ciril Metod Koch, arhitekt (31. marec 1867, Kranj– 6. maj 1925, Ljubljana) – projektiral je regulacijski načrt za Zgornjo Šiško

## Šolstvo
- Franc Govekar, šolnik (29./30. marec 1840, Idrija–30. oktober 1890, Ljubljana – Šiška)
- Jožef Bregar, priljubljen šišenski učitelj (?) – po njem je poimenovana Bregarjeva ulica v Šiški
- Franc Lavtižar, šolnik (30. januar 1874, Mojstrana–25. april 1930, Ljubljana) – leta 1911 je postal nadučitelj v Spodnji Šiški
- Alojz Potočnik, učitelj in krajevni zgodovinopisec (17. junij 1876, Ljubljana–15. april 1954, Ljubljana) – med letoma 1909 in 1912 je v Šiški dalal kot učitelj, v Šiški je vodil tudi pevski zbor Čitalnice
- Viktor Snoj, alademski slikar, (3. marec 1922, Ljubljana–30. oktober 2011, Reka, Hrvaška) – preden je postal svobodni umetnik, je poučeval likovno vzgojo na osnovni šoli v Zgornji Šiški
- Leopold Zor, biolog (16. oktober 1919, Ljubljana–16. marec 2009, Ljubljana) – med letoma 1945 in 1046 je na nižji gimnaziji v Zgornji Šiški poučeval biologijo
- Mira Engelman, prosvetna in narodnoobrambna delavka (26. november 1881, Ljubljana–15. december 1970, Ljubljana) – pučevala je na meščanski šoli v Šiški
- Hinko Klavora, učitelj (27. sept. 1878, Trst, Italija–?) – poučeval je na osnovni šoli v Šiški
- Julij Slapšak, učitelj in mladinski pisatelj (2. marec 1874, Rogačice–8. september 1951, Zgornja Šiška)

## Jezikoslovje in prevajalstvo
- Bojan Čop, jezikoslovec, indoevropski komparativist, etimolog (23. maj 1923, Zgornja Šiška–3. avgust 1994, Ljubljana)
- Pavel Holeček, prevajalec (16. januar 1882, Ljubljana – Spodnja Šiška–22. avgust 1964, Zagreb, Hrvaška)

## Šport
- Klemen Bauer, biatlonec (9. januar 1986, Ljubljana) – med letoma 2000 in 2004 se je šolal na športnem oddelku Gimnazije Šiška
- Rok Benkovič, smučarski skakalec (20. marec 1986, Ljubljana) – po osnovni šoli je obiskoval športni oddelek Gimnazije Šiška, na kateri je leta 2009 maturiral
- Sašo Bertoncelj, telovadec (16. julij 1984, Kranj) – po osnovni šoli je obiskoval športni oddelek Gimnazije Šiška, na kateri je leta 2005 maturiral
- Zoran Dragić, košarkaš (22. junij 1989, Šiška)
- Goran Dragić, košarkaš (6. maj 1986, Šiška)
- Fran Drenik, eden izmed ustanoviteljev Južnega Sokola (1839, Ljubljana–1927, Ljubljana) – po njem je poimenovana Drenikova ulica v Šiški
- Vasja Bajc, slovenski smučarski skakalec in skakalni trener (19. januar 1962, Šiška)
- Ivan Tavčar (športnik), športnik, smučarski učitelji in planinski fotograf (26. oktober 1889, Ljubljana–22. oktober 1966, Ljubljana) – nakaj let je poučeval na šoli v Šiški
- Slavko Črne, atletski trener (13. februar 1947, Ljubljana) – med letoma 1954 in 1958 je obiskoval Osnovno šolo Spodnja Šiška
- Matic Osovnikar,  atlet in stomatolog (19. januar 1980, Kranj) – med študijem je bival v Šiški
- Jakob Aljaž, planinec, duhovnik, skladatelj in zbiralec ljudskih pesmi (6. julij 1845, Zavrh pod Šmarno goro–4. maj 1927, Dovje) – po njem je poimenovana Aljaževa ulica v Šiški

## Publicistika
- Jakob Alešovec, časnikar, pisatelj, dramatik, humorist in satirik (24. julij 1842, Skaručna–17. oktober 1901, Ljubljana) – po njem je poimenovana Alešovčeva ulica v Šiški
- Mario L. Vilhar, slikar samouk, kipar samouk in časnikar (29. junij 1925, Veliki Otok–19. julij 2014, Domžale) – bil je tehnični urednik glasila SZDL občine Ljubljana – Šiška
- Ivan Kuk, publicist in domoznanski pisec (20. april 1823, Tolmin–13. september 1864, Dunaj, Avstrija) – v časopisu Slovenski prijatelj je leta 1857 objavil članek O spominu Vodnikovemu, v katerem je predlagal, da bi Vodniku v njegovo rojstno hišo vzidali spominsko ploščo

## Medicina
- Bogdan Derč, pediater (6. februar 1880, Ljubljana–17. oktober 1958, Ljubljana) – po njem je poimenovana Derčeva ulica v Šiški
- Jožko Arko, zdravnik (B1896, ukovica pri Ribnici na Dolenjskem–1959, Ljubljana) – po njem je poimenovana Arkova ulica v Šiški
- Zdenka Ivančič - Szilagyi, zdravnica (21. september 1914, Skopo–?	julij 2018, Ljubljana) – delovala je tudi v Zdravstvenem domu Ljubljana Šiška

## Naravoslovje
- Janez Anton Scopoli naravoslovec, botanik in zdravnik (3. junij 1723, Cavalese, Italija–8. maj 1788, Pavia, Italija) – po njem je poimenovana Scopolijeva ulica v Šiški
- Henrik Freyer, zoolog, botanik, geolog, paleontolog, kartograf, farmacevt, kustos, terminolog in gornik (7. julij 1802, Idrija–21. avgust 1866, Ljubljana) – po njem je poimenovana Freyerjeva ulica v Šiški
- Ferdinand Jožef Schmidt, naravoslovec in trgovec (20. februar 1791, Šopron, Madžarska–16. februar 1878, Ljubljana) – v Šiški se je ukvarjal z vrtnartstvom in sadjarstvom, prav tako je tam neakj časa imel svojo trgovino
- Ivan Tušek, naravoslovec in pisatelj (13. avgust 1835, Martinj Vrh–10. marec 1877, Ljubljana) – s sošolcem Franom Erjavcem je zahajal v Šiški obiskovat Ferdinanda Jožefa Schmidta, ki ju je navajal na praktično naravoslovje
- Milan Čopič, fizik (7. maj 1925, Pišece–9. februar 1989, Ljubljana) – v osnovno šolo je hodil v Šiški
- Franc Rome, biolog (10. oktober 1906, Sela pri Grosupljem–?) – v Šiški je bil honorarni učitelj
- Anton Peterlin, matematik (7. junij 1866, Spodnja Šiška–18. julij 1912, Ljubljana)

## Gospodarstvo
- Anton Rojina, gospodarstvenik (24. maj 1877, Ljubljana – Zgornja Šiška–15. november 1958, Ljubljana)
- Anton Knez, veletrgovec (15. september 1856, Ljubljana – Šentvid–30. marec 1892, Ljubljana) – odraščal je v Spodnji Šiški

## Kmetijstvo in čebelarstvo
- Frančišek Rojina, čebelar, strokovni pisec in učitelj (3. oktober 1867, Zgornja Šiška–2. februar 1944, Zgornja Šiška)
- Valentin Černe, kmetovalec (1732, Zgornja Šiška–1789, Zgornja Šiška) – po njem je poimenovana Černetova ulica v Šiški

## Socialno delo
- Ana Ziherl, socialna delavka (28. julij 1887, Škofja Loka–24. marec 1958, Ljubljana) – po njej je poimenovana Ulica Ane Ziherlove v Šiški

## Vojska
- Milan Česnik, predvojni revolucionar in aktivist OF (1920, Ljubljana–1943, Ljubljana) – po njem je poimenovana Česnikova ulica v Šiški
- Hinko Brajnik, aktivist OF (1885, Gorica–1944, gozd pod Toškim čelom) – po njem je poimenovana po Brajnikova ulica v Šiški
- Jože Žagar, prvoborec (1922, Ljubljana–1945, koncentracijsko taborišče Mauthausen) – po njem je poimenovana Cesta Jožeta Žagarja v Šiški
- Fran Čepelnik-Mirko, aktivist OF in ključavničar (1917, Ljubljana–1944, Srednji Lipovec pri Dolnjem Ajdovcu) – po njem je poimenovana Čepelnikova ulica v Šiški
- Bogomir Červan, aktivist mladinske OF (1926, Ljubljana–1942, Jelovica)
- Jože Ferber-Dušan, predvojni revolucionar in aktivist OF (1903, Smlednik pri Ljubljani–1943, na Gorenjskem) – po njem je poimenovana  Ferberjeva ulica v Šiški
- Fran Krsto Frankopan, hrvaški plemič, udeleženec protihabsburške zarote (1643–1671) – po njem je poimenovana Frankopanska ulica v Šiški
- Franc Stadler, narodni heroj (30. maj 1915, Šiška–1. februar 2000, Ljubljana)
- Vlado Vodopivec, pravnik in kulturnopolitični delavec (1. februar 1916, Ljubljana–27. december 1982, Ljubljana) – med letoma 1942 in 1943 je bil član odbora OF Šiška
- Tone Žerjal, narodni heroj (28. september 1915, Trst, Italija – Rojan, Italija–11. junij 1942) – nekaj časa je deloval v delavskem kulturnem društvu Vzajemnost v Šiški
- Marica Dekleva Modic, pedagoginja (3. junij 1916, Trst, Italija–24. november 1980, Ljubljana) – med letoma 1943 in 1944 je bila sekretarka slovenske narodne pomoči v Šiški
- Ivan Dolničar, politični komisar, general in politik (31. avgust 1921, Šujica–14. oktober 2011, Ljubljana) – v Šiški je obiskoval meščansko šolo
- Franc Kurinčič, posvetni delavec (28. november 1900, Idrsko–6. avgust 1995, Ljubljana) – občina Šiška mu je podelila Priznanje osvobodilne fronte slovenskega naroda
- Milan Majcen, gostilničar in narodni heroj (17. november 1914, Šentjanž pri Sevnici–29. oktober 1941, Murnice pri šentjanžu) – leta 1940 je v Šiški najel gostilno Keršič
- Janez Učakar, polkovnik (18. april 1918, Limbarska Gora – Pristava–22. april 1995, Ljubljana) – sodeloval je z RK KPS v Zgornjo Šiški
- Valentin Rožanc, čevljar in narodni heroj (8. februar 1895, Ljubljana – Trata–3. oktober 1942, Ljubljana) – kot livar je delal v kurilniški delavnici v Šiški

## Religija
- Janez Bedenčič, duhovnik in nabožni pisatelj (22. december 1777, Ljubljana – Zgornja Šiška–1. april 1843, Kranj)
- Mariofil Holeček, duhovnik, redovnik, frančiškan in nabožni pisatelj (8. marec 1872, Ljubljana – Spodnja Šiška–12. februar 1923, Ljubljana)
- Mohor Roina, duhovnik, kronist, redovnik in frančiškan (4. november 1795, Ljubljana – Šiška–19. december 1878, Pazin, Hrvaška)
- Dizma Zakotnik, duhovnik, redovnik in avguštinec dikalceat (17. marec 1755, Ljubljana – Šiška–? marec 1793, Prusice, Poljska)
- Anton Medved, duhovnik in pesnik (19. maj 1869, Kamnik–12. marec 1910, Turjak) – enega izmed svojih dopustov je preživel v Šiški pri svoji sestri
- Salvator Zobec, nabožni pisec, duhovnik, redovnik in frančiškan (17. september 1870, Ljubljana – Vižmarje–27. junij 1934, Ljubljana) – poskrbel je, da so kljub nasprotovanju novo župniško cerkev v Šiški sezidali po načrtih Jožeta Plečnika
- Adolf Čadež, duhovnik, redovnik, frančiškan, misijonar in nabožni pisec (5. maj 1871, Gorenja vas – Trata–10. januar 1948,  En Kerem, Izrael) – med letoma 1924 in 1925 je kot provincialni tajnik pomagal pri zidavi [[Cerkev sv. Frančiška Asiškega, Ljubljana|cerkve sv. Frančiška]] v Šiški

## Drugo
- Kocelj, knez Spodnje Panonije (9. stoletje) – po njem je poimenovana Kneza Koclja ulica v Šiški
- Simon Kardum, kulturni delavec, kritik in publicist (1. aprila 1962, Postojni) – je trenutni direktor Kina Šiška
- Ivan Tertnik, klasični filolog (27. januar 1859, Spodnja Šiška–20. september 1941)
- Andrej Klemenčič, sindikalni aktivist (30. november 1867, Spodnja Šiška–? 1908, Združene države Amerike)
- Peter Kozler, pravnik, geograf, politik, gospodarstvenik in statistik (16. februar 1824, Koče–16. april 1879, Ljubljana) – leta 1866 je z brati in sestro v Šiški kupil Cekinov grad
- Anton Lehrmann, perutninar (22. julij 1876,  Steinach, Avstrija–29. julij 1910, Ljubljana) – bil je strokovni vodja perutninarskega zavoda v Šiški
- Neža Ema Mikec, vezilja (9. januar 1877, Velike Brusnice–2. marec 1967, Novo mesto – Leskovec) – s svojimi sodelavkami je izdelala zastavo Marijinega društva v Šiški
- Franc Ravbar, politični delavec in železostrugar (4. avgust 1913, Sežana – Vrhovlje–13. januar 1943, Srednja vas - Poljane) – zaposlen je bil v tovarni Unitas v Šiški
- Franc Ravnihar, rodoljub (23. september 1832, Mekinje 4. julij–1904, Ljubljana) – leta 1882 je kupil, nato pa leta 1893 prodal grad Jama v Šiški
- Jožef Sassenberg, tiskar (25. februar 1773, Ljubljana–8. januar 1849, Ljubljana) – bil je član ilegalnega humoristično-muzikalnega društva v Šiški
- Viktor Smole, mecen (24. december 1842, Ljubljana–8. marec 1885, Ljubljana) – bilj je lastnik zemljiške parcele v Šiški
- Franc Stock, pivovar (? 1628, Ljubljana–10. junij 1682, Ljubljana) – leta 1634 je kupil posestvo v bližini gradu Jama v Šiški
- Gustav Johann Ludvik Tönnies, gradbeni podjetnik in tovarnar (16. januar 1814, Stralsund, Nemčija–12. november 1886) – leta 1866 je zgradil Koslerjevo pivovarno v Šiški
- Dobromil Uran, strojnik (4. junij 1896, Ljubljana–15. april 1965, Ljubljana) – med letoma 1941 in 1945 je delal v delavnici železniških vozil v Šiški
- Valentin Zarnik, politik, pisatelj in odvetnik (14. februar 1837, Repnje–30. marec 1888, Ljubljana) – napisal je humoristični spis Šiška
- Mirko zlatnar, politični delavec (2. februar 1920, Ljubljana–27. marec 1991, Lesce) – pred 2. svetovno vojno je bil član delavskega kulturnega društva Vzajemnost v Šiški
- Andrej Briški, geograf in regionalni planer (10. marec 1930, Ljubljana – Šentvid) – trikrat je bil svetnik Četrtne skupnosti Ljubljana – Šiški
- Lojze Drenovec, gledališki igralec in društveni organizator (24. oktober 1891, Ljubljana–4. oktober 1971, Ljubljana) – osnovno šolo je obiskoval v Šiški
- Pavel Kunaver, geograf, speleolog, organizator skavtstva in poljudnoznanstveni pisec (19. december 1889, Ljubljana–19. april 1988, Ljubljana) – bil je učitelj v osnovni šoli v Šiški in ravnatelj meščanske šole v Šiški
- Janez Evangelist Krek, politik, sociolog, teolog, pisatelj in časnikar (27. november 1865, Sv. Gregor–8. oktober 1917,  Šentjanž – Sevnica) – Slovensko delavsko stavbno društvo je pod njegovim vodstvom zgradilo sedem delavskih v Spodnji Šiški
- Danilo Fajgelj, učitelj, orglavec in skladatelj (19. november 1840, Idrija–8. oktober 1908, Gorica, Italija) – napisal je več priložmostnih skladb, med drugim tudi skladbo ob Vodnikovi proslavi v Šiški
- Terezija Traven, zgodovinarka in družbenopolitična delavka (1. oktober 1910, Ljubljana – Tacen–30. oktober 2005, Laško) zbrala je 892 biografij žrtev fašističnega nasilja med letoma 1941 in 1945 v Šiški
- Danilo Sbrizaj, geograf in turistični delavec (18. november 1919, Ribnica–? 1986, Ljubljana) – bil je predsednik občinske skupnosti Ljubljana – Šiška
- Boris Kuburič, kulturni delavec, igralec, režiser, lutkar, humorist, recitator in moderator (12. oktober 1956, Kranj) – v času gimnazijskega šolanja je s sošolci in prijatelji pripravljal prireditve v Dijaškem domu Otona Župančiča v Šiški
- Ida Kravanja - Ita Rina, igralka (7. julij 1907, Divača–10. maj 1979, Budva, Srbija) – kot otrok je med letoma 1914 in 1919 z družino živela v Šiški
- Milan Mikuž, strojni inženir (13. maj 1895, Most na Soči–2. junij 1976, Most na Soči) – imel je hišo v Šiški, v kateri so člani izvršnega odbora OF na skrivaj sestankovali
- Jože Karlovšek, etnograf, gradbenik in slikar (12. februar 1900, Šmarjeta–22. oktober 1963, Domžale) – v 30. letih je bil upravnik tovarne fine keramike Dekor v Zgornji Šiški
- Dinko Puc, politik, pravnik in župan (6. avgust 1879, Ljubljana–23. februar 194, Dachau, Nemčija) – izvršil je kanalizacijo v Šiški
- Anton Lehrmann, perutninar (22. julij 1876, Steinach, Avstrija–29. julij 1910, Ljubljana) – bil je strokovni vodja perutninskega zavoda v Šiški
- Franc Uršič, narodni delavec in publicist (3. junij 1896, Šteben, Koroška, Avstrija–13. april 1951, Ljubljana) – v Šiški je služboval kot komercialist
- Teodor Tominšek, pravnik in sodnik (16. oktober 1902, Kranj–16. februar 1996, Ljubljana) – med letoma 1955 in 1957 je bil podpredsednik OLO Ljubljana – Šiški